# Hapag-Lloyd Express
Hapag-Lloyd Express (im Außenauftritt auch HLX oder hlx.com) war eine deutsche Billigfluggesellschaft mit Sitz in Hannover und Basis auf dem Flughafen Hannover. Sie war ein Vorläufer der heutigen TUIfly.

## Geschichte

Früheres Logo von Hapag-Lloyd Express

Hapag-Lloyd Express wurde 2002 in Hannover gegründet und gehörte der Allianz TUI Airlines (die zeitweise ebenfalls als TUIfly auftrat) als einzige Nicht-Ferienfluggesellschaft an. Sie startete zwei Monate nach dem direkten Wettbewerber Germanwings am Hub Flughafen Köln/Bonn mit weniger Zielen, erreichte aber in wenigen Monaten eine höhere Markenbekanntheit und -beliebtheit mit ihrer "Fliegen zum Taxipreis"-Positionierung als der Lufthansa-Ableger. Dafür erhielt die Airline den Effizienz-Award Effie in Deutschland und Europa.
Am 15. Januar 2007 wurde Hapag-Lloyd Express mit der Schwestermarke Hapagfly (vormals Hapag-Lloyd Flug) zur gemeinsamen Dachmarke TUIfly verschmolzen, die seither nach außen als einzelne Fluggesellschaft auftritt und seit Juli 2010 formal auch eine solche ist, nachdem die Hapag-Lloyd Fluggesellschaft mbH in TUIfly GmbH umfirmiert wurde. Die eigenständige Hapag-Lloyd Express hatte zuletzt (Sommer 2006) eine Sitzplatzauslastung von 79,5 %.
Im Jahr 2010 erwarb Karlheinz Kögel von TUI die Markenrechte, um unter hlx.com einen Online-Reiseveranstalter aufzubauen. Kögel ist mit 95 Prozent an der HLX Touristik GmbH beteiligt, 5 Prozent hält Ralf Usbeck, Geschäftsführer der peakwork AG.

## Preissystem
Wie bei vielen anderen Billigfluggesellschaften sah auch das Preissystem von Hapag-Lloyd Express ein wechselndes Kontingent von meist schnell vergriffenen Billigtickets für bestimmte Flüge vor, während der überwiegende Teil der HLX-Tickets zu einem höheren, an der aktuellen Nachfrage ausgerichteten, Preis verkauft wurden. In der Regel lagen auch diese Preise unter dem durchschnittlichen Preisniveau herkömmlicher Linienfluggesellschaften. Bei Hapag-Lloyd Express wurden die Billigtickets mit dem Slogan „Fliegen zum Taxipreis“ beworben, was sich auch in der Bemalung der Flugzeuge im Design eines Checker Cab widerspiegeln sollte. Unter dem Werbeslogan „HLX Happy-Hours“ wurden Tickets für unausgelastete Flüge zu verkehrsungünstigen Zeiten zum Nulltarif angeboten, allerdings zuzüglich Steuern und Gebühren.

## Flugziele
Hapag-Lloyd Express flog von den Flughäfen Berlin-Tegel, Düsseldorf, Hamburg, Hannover, Köln/Bonn, Leipzig/Halle, München, Nürnberg, Stuttgart und Sylt aus rund 40 Ziele in zehn europäischen Ländern an. Als dezentrale Flottenstützpunkte dienten Köln/Bonn, Hannover, Leipzig/Halle und Stuttgart.

## Flotte

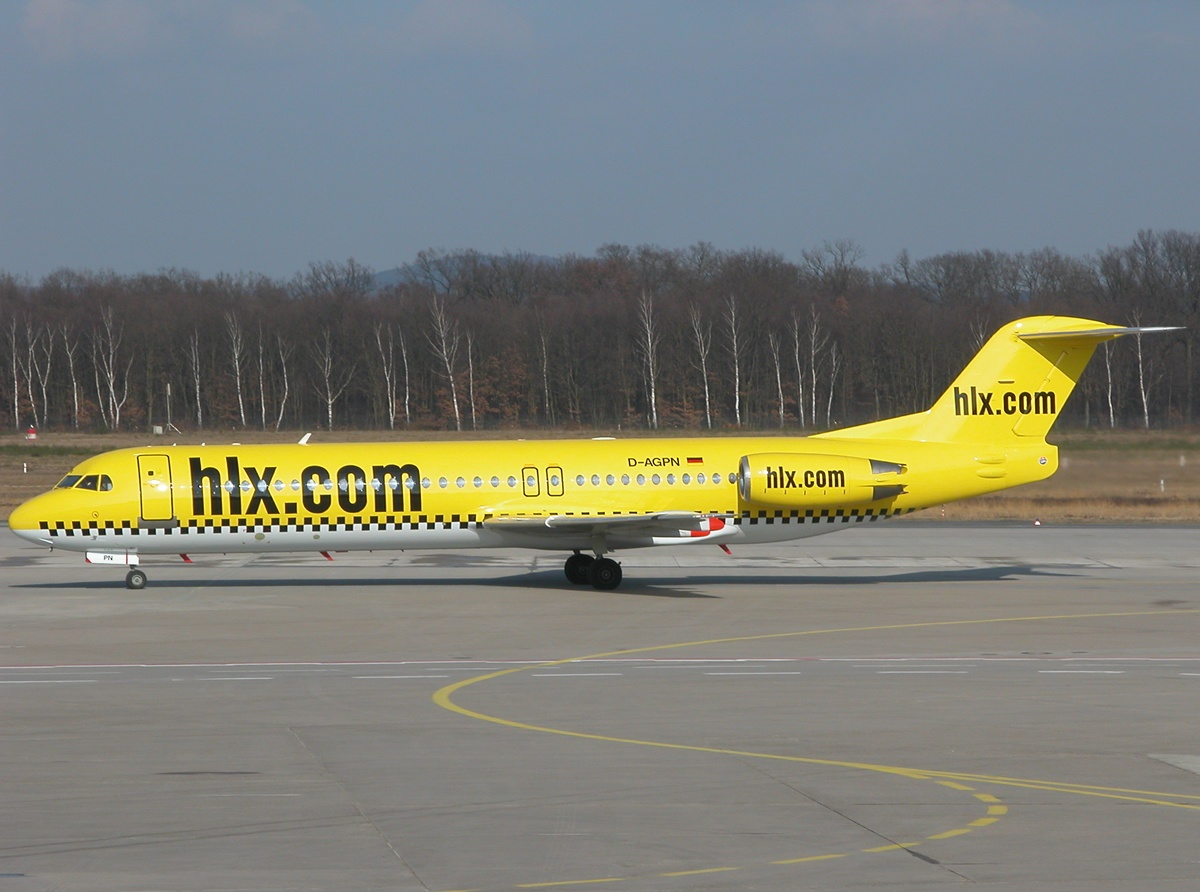
Eine Fokker 100 der Hapag-Lloyd Express

Unter eigener Marke nutzte Hapag-Lloyd Express im Rahmen eines Wet-Lease Flugzeuge der Konzern-Schwester Hapag-Lloyd Flug und der Charterfluggesellschaft Germania. Dabei kamen die Flugzeugtypen Boeing 737 und Fokker 100 zum Einsatz. Zuletzt unterhielt HLX keine eigene Flotte mehr. Die Maschinen der TUIfly waren formal der Hapag-Lloyd Flug zugeordnet, bis diese 2010 schließlich zur TUIfly GmbH umgewandelt wurde und die Flotte übernahm.